# Agrianome fairmairei
Agrianome fairmairei är en skalbaggsart som först beskrevs av Xavier Montrouzier 1861.  Agrianome fairmairei ingår i släktet Agrianome och familjen långhorningar. Inga underarter finns listade i Catalogue of Life.

## Bildgalleri

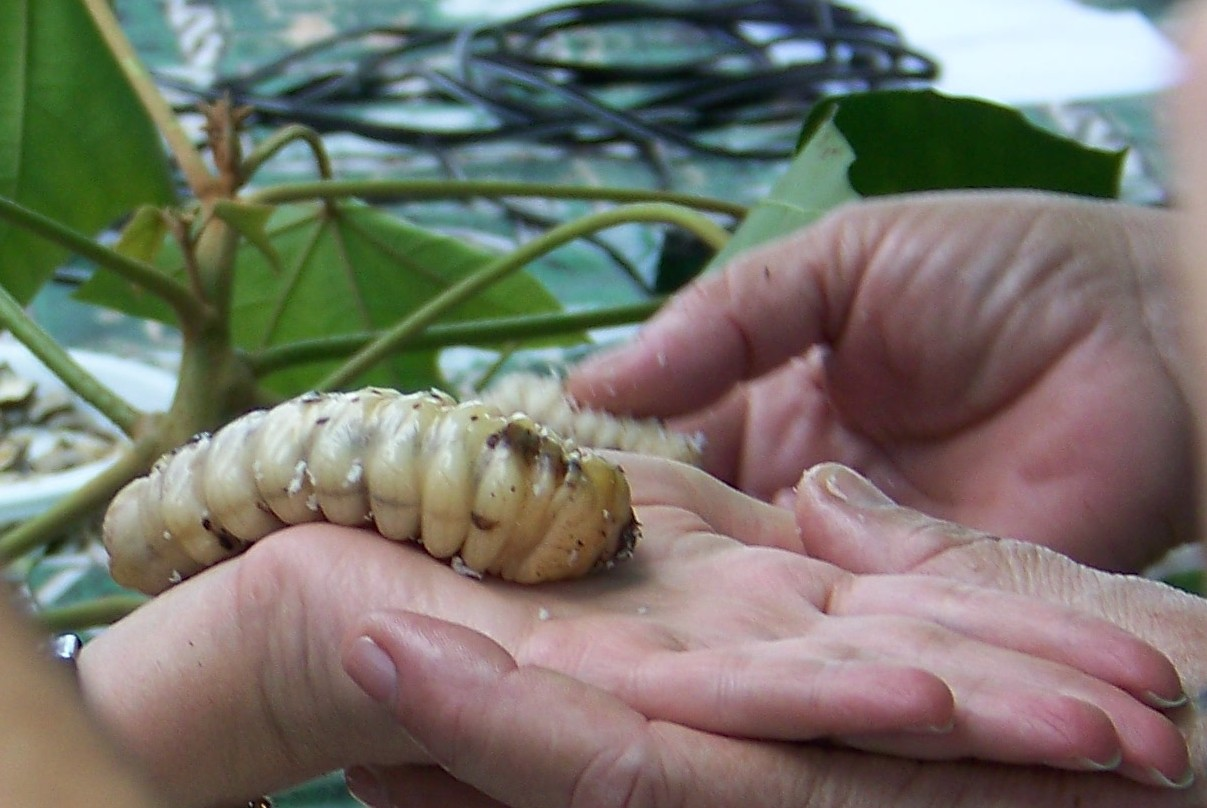